# Sub Rebellion
Sub Rebellion, conocido en Japón como -U-:Underwater Unit (ユー・アンダーウォーターユニット Yū: Andāuōtā Yunitto) es un videojuego del año 2002 desarrollado por Racjin Ltd. y distribuido por Irem Software para la consola PlayStation 2. La temática del juego es el combate submarino. Sub Rebellion es el sucesor espiritual del clásico In the Hunt (1995), que a su vez, es el sucesor espiritual del primitivo Sqoon (1986). Ambos juegos también fueron producidos por Irem Software. 

## Argumento
En el año 2139, la actividad sísmica de la tierra aumento de forma dramática. Dos tercios de la tierra se sumergieron debido al movimiento de la corteza terrestre. Los pueblos, las naciones, las economías ... todos se vieron obligados a adoptar nuevas formas. La gente se adaptó a este mundo dominado por el mar. Pero incluso en este nuevo mundo, los humanos no dejaron de luchar entre ellos mismos. El complejo industrial militar se declaró a sí mismo como "El Imperio", y buscó hacer suyo este nuevo y caótico mundo, dominando los mares en un reino de terror. En respuesta, las masas formaron una "Alianza" y comenzaron a resistir. Pero sus derrotas continuaron, frente al formidable poder militar del Imperio. 
Después de varios fracasos, los rebeldes construyen al "Chronos", un avanzado submarino de combate que promete ser la punta de lanza de la rebelión. El objetivo de la tripulación del Chronos es destruir todas las unidades y cuarteles del imperio.

## Mecánica de juego
En Sub Rebellion el jugador asume el rol de la tripulación del Chronos, el submarino militar más avanzado del La Alianza en su guerra contra el Imperio de Melgis. El Chronos y su tripulación de mercenarios son despachados al antiguo Océano Atlántico a atacar objetivos imperiales.
El juego cuenta con 21 misiones que se irán desbloqueando una tras otra a medida que el jugador vaya completando los objetivos. Antes de comenzar cada misión, el "Comando Central" rinde un informe del el estado actual del conflicto y los objetivos a cumplir. Las misiones ya completadas pueden ser cursadas cuantas veces se quiera. 
El submarino es capaz maniobrarse con libertad, pudiendo ascender, descender, avanzar y retroceder en un entorno 3D. También puede emerger del agua en algunas misiones, pero hay que tener cuidado con la profundidad, pues las altas presiones pueden terminar dañando el casco del submarino. Para el combate bajo el agua, la nave cuenta con los tradicionales torpedos y ametralladoras submarinas. Para el combate en la superficie, está equipada con un lanzamisiles próximo a la popa y ametralladoras en la proa. Como es de esperarse, el submarino cuenta con un Sonar que le permitirá distinguir objetos unidades enemigas y obstáculos en la obscuridad de las profundidades.
El equipo de excavaciones de La Alianza también ha descubierto las ruinas de una antigua civilización parecida a la Atlántida, llamada Prometheia, poseedora de una tecnología muy avanzada. Aparentemente, los terremotos desenterraron las ruinas de este antiguo pueblo. Es posible que la causa de las inundaciones de la tierra este vinculada a los restos de esta sociedad. las reliquias de Prometheia están esparcidas por todo el fondo submarino y es necesario recolectarlas.
Con estas reliquias ´´La Alianza´´  puede desarrollar mejoras en los componentes del submarino. Sin embargo, las mejoras, una vez disponibles, tienen que comprarse. El dinero para la compra de las mejoras se gana al completar misiones, destruir submarinos enemigos y al recoger reliquias. Los objetos raros valen más que los comunes.
Las mejoras para el submarinos van desde más y mejores torpedos, mejores ametralladoras, mejores misiles mar-aire, armas especiales como señuelos, motores más potentes e incluso camuflajes que son útiles cuando se tiene que emerger.

## Misiones
- 1- The Cronos Maiden Voyage
- 2- Ancient Civilization
- 3- A Narrow Passage betwen Land and Sea
- 4- Critical Depth
- 5- The Sea Region of Stilness
- 6- The Huge Shadow
- 7-  The Eternally Frozen Land
- 8- The Key to Understand the Confusion
- 9- Bermuda
- 10- Code
- 11- Surprise Attack
- 12- Secret Information
- 13- the poison moth
- 14- The Moon
- 15- Halucinations
- 16- The Arrow of Light
- 17- The Maze of Fate
- 18- The Pivote of the Empire
- 19- Hot Pursuit
- 20- The Sealed Corridor
- 21- The Holy Ground